# C.R.A.Z.Y.
C.R.A.Z.Y. (bra: C.R.A.Z.Y. - Loucos de Amor) é um filme canadense de 2005, do gênero comédia dramática, dirigido por Jean-Marc Vallée, coautor do roteiro com François Boulay.
Ele conta a história de Zac, um jovem lidando com seus emergentes sentimentos homossexuais enquanto cresce com quatro irmãos e um pai conservador no Quebec dos anos de 1960/1970.
O título deriva da junção da primeira letra dos nomes dos cinco irmãos: Christian, Raymond, Antoine, Zachary e Yvan, e também se refere ao amor duradouro do pai pela clássica canção de Patsy Cline, "Crazy".[carece de fontes?]

## Sinopse
Zachary Beaulieu (Marc-André Grondin) cresce na turbulenta Quebec dos anos de 1960/1970. Sendo o segundo filho mais novo de um pai com "mais do que o nível normal de hormônios masculinos" e criado entre outros quatro irmãos, Zac luta para definir sua própria identidade e lida com o conflito entre sua emergente sexualidade e seu intenso desejo de agradar a seu rigoroso, temperamental e conservador pai, que seria considerado como homofóbico até nos dias de hoje. Um dos temas do filme é a minguante influência da Igreja Católica na sociedade de Quebec durante a Revolução Tranquila.

## Produção
Música do período é um elemento importante do filme, e uma porção considerável de seu orçamento foi gasta adquirindo direitos para músicas de Patsy Cline, Pink Floyd, Rolling Stones assim como "Space Oddity" de David Bowie, e muitos outros.
A música Emmenez Moi de Charles Aznavour é repetida várias vezes no filme, geralmente cantada pelo pai. Ele também canta outra música de Aznavour, Hier Encore, como parte das comemorações do 20º aniversário de Zac.[carece de fontes?]

## Bilheteria e prêmios
C.R.A.Z.Y. foi um sucesso de bilheteria para os padrões do relativamente pequeno mercado de Quebec, arrecadando CAD$ 6,2 milhões. Foi bem recebido pela crítica.
No 26º prêmio Genie para filmes canadenses, ganhou 11 dos 13 prêmios, e ganhou 13 dos 14 prêmios no Prix Iris para filmes de Quebec. Em total, ganhou prêmios em 7 festivais internacionais de filmes. Foi também selecionado como candidato do Canadá para o Oscar de melhor filme estrangeiro no Oscar 2006, mas não foi um dos filmes indicados.

### Lista de prêmios
- Maine International Film Festival [en] 2007: Ganhador, Prêmio de Favorito do Público[11]
- Prix Iris [en], 2006: Melhor Filme, Melhor Diretor, Melhor Ator, Melhor Ator Coadjuvante, Melhor Atriz Coadjuvante, Melhor Roteiro, Melhor Cinematografia, Melhor Edição, Melhor Direção de Arte, Melhor Figurino, Melhor Som, Melhor Maquiagem, Melhor Penteado, Maior Sucesso de Bilheteria, Filme Mais Ilustre fora de Quebec[9]

- Prêmio Genie, 2006: Melhor filme, Conquista na Direção de Arte/Design de Produção, Conquista de Melhor Figurino, Conquista em Direção, Conquista em Edição, Performance de um Ator num Papel Principal, Performance de uma Atriz Coadjuvante, Conquista em Edição de Som, Roteiro Original[12]
- Festival Internacional de Cinema de Toronto, 2005: Toronto – Prêmio Citadino de Melhor Filme Canadense[8]

- Festival Internacional de Cinema de Gijón, 2005: Prêmio do júri jovem (melhor filme), melhor diretor (Jean-Marc Vallée), melhor script (François Boulay), melhor direção artística (Patrice Bricault-Vermette)[13]

- Atlantic International Film Festival [en], 2005: Best Canadian Feature[14]
- AFI Fest [en], 2005: Prêmio do Público - Melhor Filme[15]
- Festival Internacional de Cinema de Marraquexe [en], 2005: Prêmio do Júri[16]
- Festival Internacional de Cinema de Veneza, 2005: aceito[17]

## Recepção da crítica
C.R.A.Z.Y. tem aclamação por parte da crítica especializada. Possui "tomatometer" de 100% em base de 31 críticas no Rotten Tomatoes. Tem 93% de aprovação, por parte da audiência, usada para calcular a recepção do público a partir de votos dos usuários do site.

## Elenco
- Michel Côté - Gervais Beaulieu, o pai
- Marc-André Grondin - Zachary Beaulieu
- Danielle Proulx - Laurianne Beaulieu, a mãe
- Pierre-Luc Brillant - Raymond Beaulieu
- Alex Gravel - Antoine Beaulieu
- Maxime Tremblay - Christian Beaulieu
- Mariloup Wolfe - Brigitte
- Francis Ducharme - Paul
- Felix-Antoine Despatie - Yvan Beaulieu